# 李仁臣
李仁臣（1941年—），笔名晨平，男，山东潍坊人，中国新闻工作者，高级编辑，曾任《人民日报》社副总编辑，第十届全国政协委员。